# Leptolebias minimus
Leptolebias minimus é uma espécie de peixe da família Aplocheilidae.
É endémica do Brasil.